# 三國スティビアエブス
三國 スティビア エブス（みくに スティビア エブス、1998年5月31日 - ）は、東京都出身のサッカー選手。ポジションはディフェンダー。タイ・リーグ2・カセサートFC所属。弟の三國ケネディエブスもプロサッカー選手。

## 来歴
青森山田中学校から青森山田高校に進学し、2016年度の第95回全国高等学校サッカー選手権大会の同校初優勝に貢献、優秀選手の一人に選ばれている。
高校卒業後は順天堂大学に進学し、ディフェンダーやフォワードとしてプレーしてチームの主力として活躍した。2020年7月、J2の水戸ホーリーホックに加入が内定して、特別指定選手に承認された。2020年11月4日、第31節のアビスパ福岡戦では終盤に途中出場し、弟のケネディとの対戦が実現した。
2022年6月、FC岐阜へ育成型期限付き移籍。
2023年から完全移籍。11月27日、契約満了による退団を発表。
2023年12月15日、アルビレックス新潟シンガポールへの加入が発表された。2025年6月6日、契約満了に伴い2024-25シーズン限りで退団する旨が発表された。
2025年7月10日、タイ王国のカセサートFCに加入。

## 所属クラブ
- 野火止サッカー同好会（東村山市立野火止小学校）[1]
- 青森山田中学校
- 青森山田高校
- 順天堂大学
  - 2020年  水戸ホーリーホック（特別指定選手）
- 2021年 - 2022年  水戸ホーリーホック
  - 2022年6月 - 同年12月  FC岐阜（育成型期限付き移籍）
- 2023年  FC岐阜
- 2024年 - 2025年7月  アルビレックス新潟シンガポール
- 2025年7月 -  カセサートFC

## 個人成績
| 国内大会個人成績 | 国内大会個人成績 | 国内大会個人成績 | 国内大会個人成績 | 国内大会個人成績 | 国内大会個人成績 | 国内大会個人成績 | 国内大会個人成績 | 国内大会個人成績 | 国内大会個人成績 | 国内大会個人成績 | 国内大会個人成績 |
| 年度             | クラブ           | 背番号           | リーグ           | リーグ戦         | リーグ戦         | リーグ杯         | リーグ杯         | オープン杯       | オープン杯       | 期間通算         | 期間通算         |
| 年度             | クラブ           | 背番号           | リーグ           | 出場             | 得点             | 出場             | 得点             | 出場             | 得点             | 出場             | 得点             |
| 日本             | 日本             | 日本             | 日本             | リーグ戦         | リーグ戦         | リーグ杯         | リーグ杯         | 天皇杯           | 天皇杯           | 期間通算         | 期間通算         |
| ---------------- | ---------------- | ---------------- | ---------------- | ---------------- | ---------------- | ---------------- | ---------------- | ---------------- | ---------------- | ---------------- | ---------------- |
| 2020             | 水戸             | 33               | J2               | 4                | 0                | -                | -                | -                | -                | 4                | 0                |
| 2021             | 水戸             | 33               | J2               | 17               | 0                | -                | -                | 1                | 0                | 18               | 0                |
| 2022             | 水戸             | 33               | J2               | 4                | 0                | -                | -                | 1                | 0                | 5                | 0                |
| 2022             | 岐阜             | 3                | J3               | 4                | 0                | -                | -                | -                | -                | 4                | 0                |
| 2023             | 岐阜             | 41               | J3               | 11               | 0                | -                | -                | 3                | 0                | 14               | 0                |
| 通算             | 日本             | 日本             | J2               | 25               | 0                | -                | -                | 2                | 0                | 27               | 0                |
| 通算             | 日本             | 日本             | J3               | 15               | 0                | -                | -                | 3                | 0                | 18               | 0                |
| 総通算           | 総通算           | 総通算           | 総通算           | 40               | 0                | -                | -                | 5                | 0                | 45               | 0                |

- 2020年は特別指定選手

## タイトル

### クラブ
青森山田高校
- 高円宮杯 JFA U-18サッカーリーグ（2016年）
- 全国高等学校サッカー選手権大会（2016年）

### 個人
- 全国高等学校サッカー選手権大会・優秀選手（2016年）